# 蒙塔波内
蒙塔波内（義大利語：Montappone），是意大利费尔莫省的一个市镇。总面积10.37平方公里，人口1754人，人口密度169.1人/平方公里（2009年）。ISTAT代码为044033。